# Buathra strigosa
Buathra strigosa är en stekelart som först beskrevs av H. Douglas Pratt 1945.  Buathra strigosa ingår i släktet Buathra och familjen brokparasitsteklar. Inga underarter finns listade.